# 1985년 텔레비전 애니메이션 목록
다음은 1985년에 방송된 텔레비전 애니메이션이다.

## 일본
| 제목                                     | 화수 | 방송 기간 | 채널          | 비고 |
| ---------------------------------------- | ---- | --------- | ------------- | ---- |
| 소공녀 세라                              |      | 1985년    | 후지TV        |      |
| 기동전사Z 건담                           |      | 1985년    | 나고야TV      |      |
| 하이 스텝 준                             |      | 1985년    | 아사히TV      |      |
| 삼국지                                   |      | 1985년    | 니혼TV        |      |
| 터치                                     |      | 1985년    | 후지TV        |      |
| 오바케의 Q타로                           |      | 1985년    | 아사히TV      |      |
| 모래요정 바람돌이                        |      | 1985년    | NHK           |      |
| 프로골퍼 사루                            |      | 1985년    | 아사히TV      |      |
| 초수기신 단쿠가                          |      | 1985년    | TBS           |      |
| 화염의 아르펜로제 주디&랜디              |      | 1985년    | 후지TV        |      |
| 꼬마 자동차 붕붕                         |      | 1985년    | NHK           |      |
| 열혈 검객 무사시                         |      | 1985년    | 도쿄TV        |      |
| 콘포라 키드                              |      | 1985년    | 아사히TV      |      |
| 마법스타 매지컬 에미                     |      | 1985년    | 니혼TV        |      |
| 싸워라! 초로봇생명체 트랜스포머          |      | 1985년    | 니혼TV        |      |
| 더티페어                                 |      | 1985년    | 니혼TV        |      |
| 콘포라 키드 우주로 날아라! 콘포라 패밀리 |      | 1985년    | 아사히TV      |      |
| 푸른 유성 SPT 레이즈나                   |      | 1985년    | 니혼TV        |      |
| 닌자전사 도비카게                        |      | 1985년    | 니혼TV        |      |
| 쇼와 바보 이야기 멋쟁이 일번!            |      | 1985년    | 아사히TV      |      |
| 게게게의 기타로                          |      | 1985년    | 도쿄TV 후지TV |      |
| 하이스쿨! 기면조                         |      | 1985년    | 후지TV        |      |
| 꿈의 별 보탄노즈                         |      | 1985년    | 아사히TV      |      |

## 참고 문헌
- 야마구치 야스오 (2005). 《일본 애니메이션 역사》. 미술문화. 232쪽.